# Гідрогеологія Португалії
На території Португалії виділено 3 гідрогеологічні структури: артезіанські бас. Зах.-Португальський і Алгарве та гідрогеол. масив Месети.
Осн. водоносні комплекси, розвинені г.ч. в артезіанських бас. — комплекси четвертинних алювіальних, неоген-палеогенових відкладів і мезозойських, перев. карбонатних порід.
У четвертинних пісках, гравію і гальці укладені порові, ґрунтові води, що залягають на глиб. 1-30 м.
Напірні води лежать на глибинах перших десятків м.
Дебіти свердловин в дрібних річкових долинах не перевищують 1 л/с, у великих і на узбережжі океану до 10-34 л/с.
Води в осн. прісні (склад: НСО3 і НСО3-Cl, Ca=Na).
На базі термомінеральних вод в країні функціонує бл. 30 курортів. Загальна к-ть підземних вод, що використовуються в країні 1,8 км3/рік.